# Matterhorn-Gletscher
Der Matterhorn-Gletscher ist ein kleiner Gletscher im ostantarktischen Viktorialand. Er liegt am Rand der Nordwand des Taylor Valley unmittelbar westlich des Matterhorns in der Asgard Range.
Der US-amerikanische Glaziologe Troy L. Péwé (1918–1999), der die Region um den Gletscher 1957 besuchte, benannte den Gletscher nach dem weltberühmten Matterhorn in den Walliser Alpen.